# Dichiarazione di sovranità dell'Ucraina

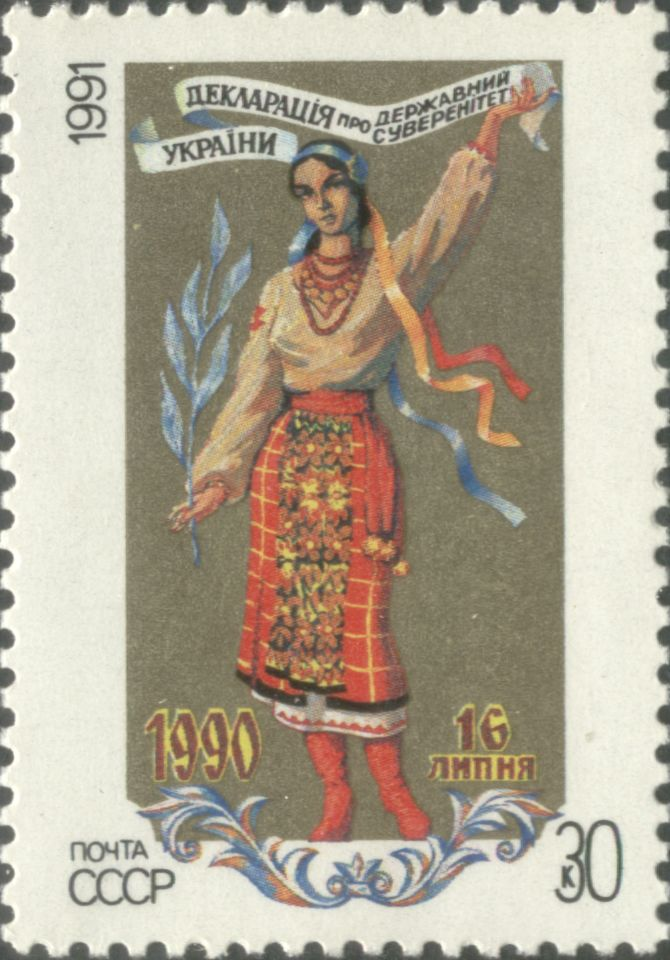
Sulla dichiarazione di sovranità dell'Ucraina fu stampato un francobollo, nel 1991, da parte dell'Unione Sovietica

La Dichiarazione di sovranità dell'Ucraina (in ucraino Декларація про державний суверенітет України?) fu adottata il 16 luglio 1990 da parte del recentemente eletto Soviet Supremo della Repubblica Socialista Sovietica Ucraina.
La dichiarazione stabilì i principi di autodeterminazione della nazione ucraina, il ruolo del popolo, il potere statale, la cittadinanza degli ucraini della RSSU, supremazia territoriale, indipendenza economica, sicurezza ambientale, sviluppo culturale, sicurezza interna-esterna e relazioni internazionali.